# 가토 신타로
가토 신타로(일본어: 加藤 慎太郎, 1999년 10월 18일~)는 일본의 축구 선수이다.

## 구단 경력
그는 2022년 J2리그의 블라우블리츠 아키타에 입단했다. 2023년 J3리그의 반라우레 하치노헤로 이적했다.